# Jacob Klingner

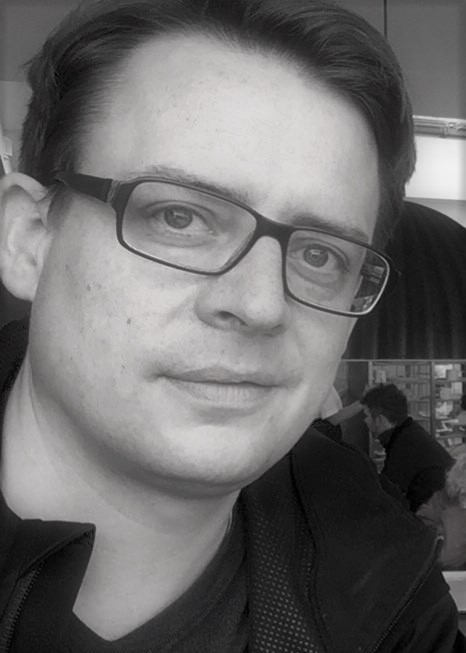
Jacob Klingner, 2016

Jacob Georg Cornelius Klingner (geb. 19. Juni 1973 in Reutlingen, gest. 26. Mai 2020 in Berlin) war ein deutscher Literaturwissenschaftler für Ältere deutsche Literatur und Verlagslektor. Klingner ist in der Fachwelt vor allem mit Studien zur Minnerede und zur Geistlichen Literatur des Spätmittelalters hervorgetreten.

## Leben und Werk

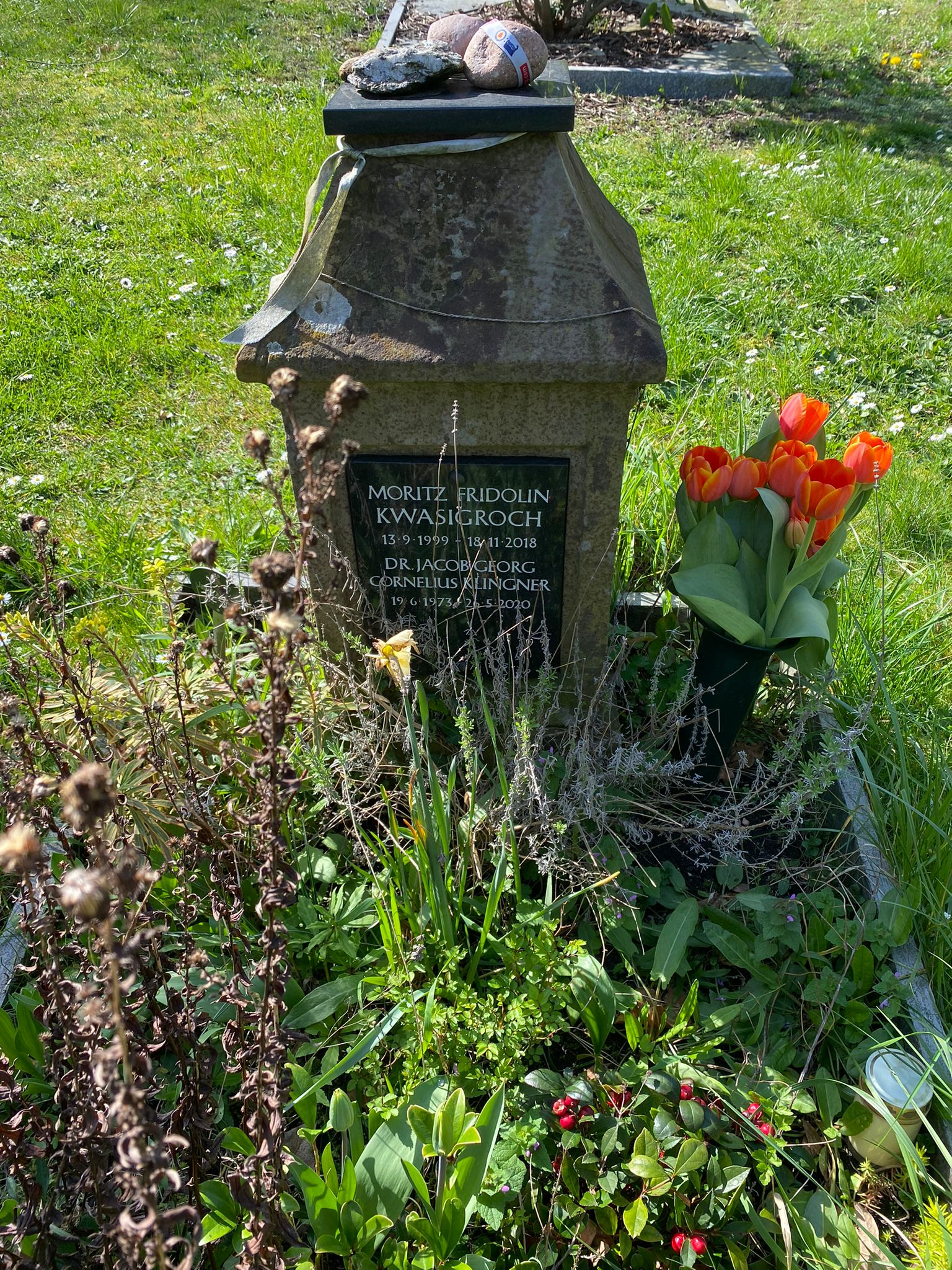
Grabstätte auf dem Dreifaltigkeitskirchhof II

Jacob Klingner war Sohn des Sonderpädagogen Bernhard Moritz Klingner und Urenkel des Tibetologen August Hermann Francke. Er studierte als Stipendiat der Studienstiftung des deutschen Volkes an der Albert-Ludwigs-Universität Freiburg (1993–1995), in Oxford (1995–1996) und in Berlin (1996–1999) die Fächer Ältere Deutsche Literatur, Neuere Deutsche Literatur und Philosophie. Als wissenschaftlicher Mitarbeiter arbeitete er in den Jahren 2000/2001 im DFG-Projekt „Repertorium der ungedruckten deutschsprachigen Predigten des Mittelalters“ an der Freien Universität Berlin mit. Im Sommersemester 2005 wurde er an der FU Berlin von Volker Mertens und Tilo Brandis mit einer Arbeit über „Minnereden im Druck. Studien zur Gattungsgeschichte im Zeitalter des Medienwechsels“ promoviert. Anschließend war er von 2005 bis 2007 als wissenschaftlicher Mitarbeiter im Projekt „Handbuch Minnereden“ der Fritz Thyssen Stiftung an der TU Dresden angestellt. Von 2007 bis 2009 war er akademischer Rat auf Zeit von Hartmut Kugler am Lehrstuhl für Germanische und Deutsche Philologie der Friedrich-Alexander-Universität Erlangen-Nürnberg. Zwischen April 2009 und September 2010 war er akademischer Rat auf Zeit bei Ludger Lieb am Lehrstuhl für Ältere Deutsche Literatur an der Christian-Albrechts-Universität zu Kiel und seit Oktober 2010 in ebendieser Funktion bei Ludger Lieb am Lehrstuhl für Ältere Deutsche Philologie an der Ruprecht-Karls-Universität Heidelberg.
Von 2003 bis 2012 war Klingner als Referent für das Lehrgebiet Traueranzeigen/Trauerdrucksachen in der Fortbildung von Bestattern beim Bundesverband Deutscher Bestatter tätig. Vom Jahr 2012 bis zu seinem Tod betreute er als engagierter Lektor die Mediävistik und Frühneuzeitstudien beim Verlag Walter de Gruyter in Berlin.
Klingner war Mitglied im Kuratorium des „Landeswettbewerbs Deutsche Sprache und Literatur Baden-Württemberg“.
Jacob Klingners Grabstätte befindet sich auf dem Dreifaltigkeitskirchhof II an der Bergmannstraße (B-016-017).

## Schriften

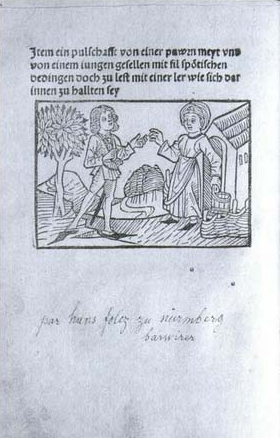
In Anlehnung an den Grasmetzenstoff schuf Hans Folz die Minnerede „Werbung im Stall“, 1479–1453.

### Monographien
- Minnereden im Druck. Studien zur Gattungsgeschichte im Zeitalter des Medienwechsels (= Philologische Studien und Quellen, Band 226). Berlin: Erich Schmidt 2010. ISBN 978-3-503-12242-4[5]
- mit Ludger Lieb: Handbuch Minnereden. Mit Beiträgen von Iulia-Emilia Dorobanţu, Stefan Matter, Martin Muschick, Melitta Rheinheimer und Clara Strijbosch, 2 Bände, Berlin/Boston: De Gruyter 2013. ISBN 978-3-11-028083-8[6]

### Herausgeberschaft
- mit Iulia-Emilia Dorobanţu, Ludger Lieb: Zwischen Anthropologie und Philologie: Beiträge zur Zukunft der Minneredenforschung. Heidelberg: Universitätsbibliothek 2014. ISBN 978-3-946531-00-5. (doi:10.11588/heibooks.11.4)
- mit Monika Costard, Carmen Stange: Mertens lesen. Exemplarische Lektüren für Volker Mertens zum 75. Geburtstag. Göttingen: VR unipress 2012. ISBN 978-3-8471-0035-5.
- mit Iulia-Emilia Dorobanţu, Ludger Lieb: Minnereden. Auswahledition. Berlin/Boston: De Gruyter 2017. ISBN 978-3-11-046433-7.

### Aufsätze (Auswahl)
- “Just say happily: ‘Felix said so’, and you'll be in the clear!” Felix Fabri OP (c. 1440–1502) Preaching Monastic Reform to Nuns, in: Medieval Sermon Studies 46 (2002), S. 42–56.
- Trauerdrucksachen, in: Bestattung in Deutschland – Lehrbuch, hrsg. v. Chr. Bläsius und R. Lichtner, Düsseldorf 2007, ISBN 978-3-936057-17-1, S. 196–216.
- Reisen zum Heil. Zwei Ulmer ‚Pilgerfahrten im Geiste‘ vom Ende des 15. Jahrhunderts, in: Literarische Räume. Architekturen – Ordnungen – Medien, hrsg. v. Martin Huber, Christine Lubkoll, Steffen Martus und Yvonne Wübben, Berlin 2012, S. 59–73.
- Felix Fabri und Heinrich Seuse, in: Die Welt des Frater Felix Fabri (= Veröffentlichungen der Stadtbibliothek Ulm), hrsg. von Folker Reichert und Alexander Rosenstock, Ulm 2018, S. 113–147.